# Medizin ohne Menschlichkeit
|  | Dieser Artikel oder Abschnitt wurde wegen inhaltlicher Mängel auf der Qualitätssicherungsseite der Redaktion Geschichte eingetragen (dort auch Hinweise zur Abarbeitung dieses Wartungsbausteins). Dies geschieht, um die Qualität der Artikel im Themengebiet Geschichte auf ein akzeptables Niveau zu bringen. Dabei werden Artikel gelöscht, die nicht signifikant verbessert werden können. Bitte hilf mit, die Mängel dieses Artikels zu beseitigen, und beteilige dich bitte an der Diskussion! |

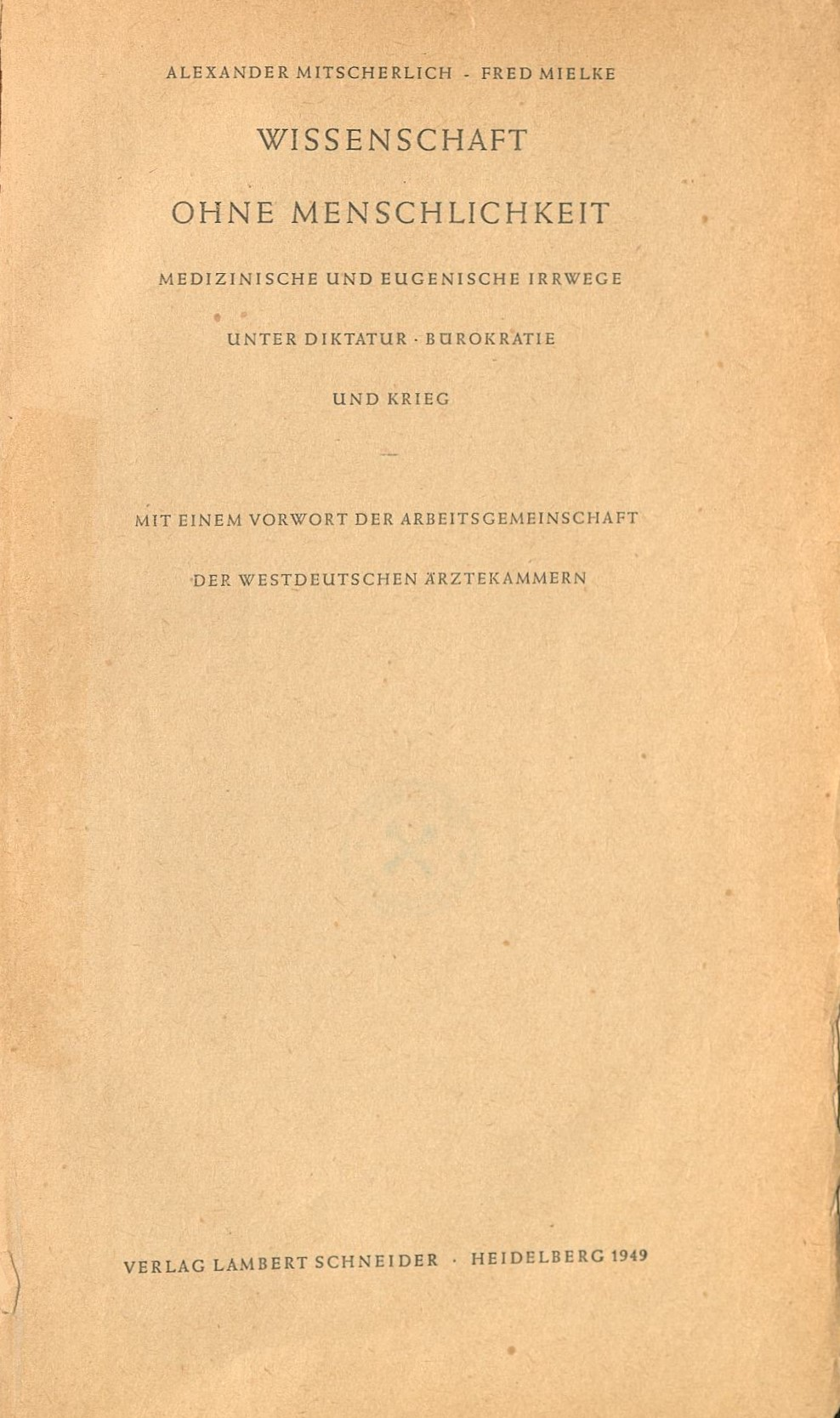
Wissenschaft ohne Menschlichkeit (1949)

Medizin ohne Menschlichkeit. Dokumente des Nürnberger Ärzteprozesses ist seit 1960 der Titel eines Werkes, das von Alexander Mitscherlich und Fred Mielke erstmals 1947 als Das Diktat der Menschenverachtung. Der Nürnberger Ärzteprozeß und seine Quellen kommentiert herausgegeben und im Verlag Lambert Schneider in Heidelberg publiziert worden ist. Die Herausgeberschaft kam zustande, weil der junge Mitscherlich mangels Bereitschaft seitens etablierter Standesvertreter den Vorsitz der sechsköpfigen Kommission der Westdeutschen Ärztekammern zur Beobachtung des Nürnberger Ärzteprozesses für die Dauer von zehn Monaten übernommen hatte – unter der Bedingung, dass von allen Universitäten in Deutschland die medizinischen Fakultäten der Teilnahme der Ärztekommission am Prozess zustimmen.
Die Dokumentation sei „in erster Linie nicht als Prozessbericht zu lesen“, schreibt Mitscherlich in seinem Vorwort in der Ausgabe von 1960, „sondern als Teilstück einer Zeitchronik.“ Das Projekt war seit 1946 mancherseits behindert oder bekämpft worden, nicht zuletzt wegen dieser erweiterten Perspektive, aufgrund derer ein gewisses Maß an Verallgemeinerbarkeit als zulässig erscheinen musste. Dies bleibt naheliegend, selbst wenn der Göttinger Physiologe Friedrich Hermann Rein in seiner Rezension vom 20. Juni 1947 die Absicht kundtat, einzelne Kollegen seines Berufsstandes vor falschen Vorwürfen schützen zu wollen. Die Rezension von Rein in der Göttinger Universitätszeitung (GUZ) und die darin geäußerten Vorbehalte verschafften der Publikation immerhin einige Aufmerksamkeit in einer allgemeinen Wissenschaftszeitschrift, die landesweit gelesen wurde, was bis zum Mai 1948 den sogenannten Dokumentenstreit nach sich zog.
Manche der von Mitscherlich und Mielke namentlich Genannten hatten schon gegen die Broschüre von 1947 auf gerichtlichem Wege bezüglich einiger Inhalte der Publikation opponiert, indem sie eine Unterlassungsklage anstrengten, mit der sie erfolgreich waren. Später waren bestimmte Aussagen nicht mehr enthalten. Der Zwischenbericht der Kommission von 1947 erschien im Verlag Lambert Schneider, obwohl er vor allem unter Medizinern hatte verbreitet werden sollen. Das war ironischerweise den Redaktionsmitgliedern der Deutschen Medizinischen Wochenschrift zu verdanken, die sich entgegen der Planung weigerten, den Bericht in der Standeszeitschrift zu veröffentlichen. Der Abschlussbericht von 1949 traf ebenfalls auf Schweigen, denn es erschienen weder Rezensionen in ärztlichen Verbandsblättern noch in Tageszeitungen, auch gab es keine Zuschriften aus Leserkreisen. Der Dokumentation Die Tötung Geisteskranker in Deutschland (1948) von Alice Ricciardi-von Platen erging es in der unmittelbaren Nachkriegszeit kaum anders, sie wurde allerdings erst in den 1990er Jahren wieder „entdeckt“.
Auch gegen die amerikanische Ausgabe mit dem Titel Doctors of infamy. The story of the Nazi medical crimes (1949) wurde seitens Teilen der deutschen Ärzteschaft opponiert.
Für die Ausgabe von 1960 hatte die Bundesärztekammer zwar auf Anfrage von Mitscherlich ihr Vorwort aus der Ausgabe von 1949 freigegeben, Mitscherlich verzichtete aber darauf, weil er es „im Hinblick auf eine Aufarbeitung als unzureichend empfand“. Margarete Mitscherlich-Nielsen schreibt 1999: „Zu einer weiteren Auseinandersetzung mit dem Thema Medizin im Nationalsozialismus kam es erst 1961 mit den Aufsätzen von Georg Bittner im Deutschen Ärzteblatt, dann Schweigen bis 1980“.

## Inhalt der Ausgabe von 1960 und 1977
Die Herausgeber unterteilen ihr Werk wie folgt: Von der Absicht dieser Chronik (1960), Vorwort zum Nachdruck (1977), Unterdruck- und Unterkühlungsversuche, Versuche zur Trinkbarmachung von Meerwasser, Fleckfieber-Impfstoff-Versuche, Hepatitis Epidemica-Virus-Forschung, Sulfonamid-, Knochentransplantations- und Phlegmoneversuche, Lost- und Phosgenversuche, Anlage einer Skelettsammlung von Menschen jüdischer Herkunft für die »Reichsuniversität« Straßburg, das Euthanasieprogramm für »unheilbar Kranke«, die »direkte Ausmerzung« unerwünschten Volkstums und unerwünschter Kranker durch »Sonderbehandlung« sowie experimentelle Vorarbeiten für Massensterilisationen. Sie führen allgemeines Beweismaterial über Humanversuche an und setzen diese in Bezug zu einer ärztlichen Ethik, stellen den Verlauf des Gerichtsverfahrens dar und nennen die rechtlichen Grundlagen des Urteilsspruches.

## Zur Publikationsabsicht
Im August 1947 zitiert Alexander Mitscherlich im ersten Beitrag zum sogenannten Dokumentenstreit den in seinem „Vorwort zu der Broschüre ausdrücklich festgestellten Grundsatz der Publikationsabsicht“, „der auf Seite 13 wie folgt formuliert ist: »Wir wollen nicht – wozu wir nicht berufen sind – die Sicht auf die Schuld einzelner Männer freilegen, sondern einen Teil der wirkenden Gesamtzusammenhänge unserer Zeit spürbar machen, in die alle Völker leidend verstrickt sind.«“ Die Dokumentation sei „in erster Linie nicht als Prozessbericht zu lesen“, schreibt Mitscherlich in seinem Vorwort in der Ausgabe von 1960, „sondern als Teilstück einer Zeitchronik“. Darin formuliert Mitscherlich unter anderem, es habe in der Folge des Nürnberger Ärzteprozesses weder in der Ärzteschaft noch in der deutschen Gesellschaft eine Auseinandersetzung um die nationalsozialistischen Medizinverbrechen gegeben.
Die Ausgabe von 1960 widmet Mitscherlich dem Gedenken an Fred Mielke, „in Erinnerung an seine mutige Bereitschaft, das Grauenvolle auch im Nachdenken zu ertragen, um einer freieren und freundlicheren Fortsetzung des Lebens willen“, und Mitscherlich beendet sein Vorwort damit, dass er die Zeugnisse vor allem Mielkes Altersgenossen übergebe.
In seinem Vorwort zum Nachdruck 1977 bringt Mitscherlich den Einsatz von Psychodrogen zur Sprache und korruptes Handeln in der Ärzteschaft: „Gemeinsam ist diesen bekanntgewordenen und den geahndeten anderen Überwältigungen Hilfloser, daß es Ärzte gewesen sind, die sich diese nicht überbietbare Korruption ärztlichen Tuns zuschulden kommen ließen.“ Er resümiert die Publikationsabsicht rückblickend auf die Situation 30 Jahre zuvor: „Damals stand in Frage, ob es gelingen würde, den Ärzteprozeß auf die Ebene individueller Kriminalakte herabzudrücken. Wir haben das Unsere dazu getan, solchen vereinfachenden Auffassungen entgegenzuwirken.“

## Wirkung
Noch während des Nürnberger Ärzteprozesses wurden die Herausgeber aufgrund von Unterlassungsklagen seitens der Professoren Franz Büchner, Wolfgang Heubner und Ferdinand Sauerbruch in Rechtsstreitigkeiten verwickelt. Dabei ging es vor allem um die Darstellung von Referaten bei der sogenannten „Luftfahrtmedizinischen Tagung“ vom 26./27. Oktober 1942 in Nürnberg. In ihnen war über Ergebnisse von Humanversuchen an unfreiwilligen Probanden berichtet worden, deren Tötung in Kauf genommen worden war. In den späteren Ausgaben wurden daraufhin bestimmte Textstellen nicht mehr verzeichnet.
In der Göttinger Universitätszeitung wurde zwischen dem 20. Juni 1947 und dem „Schlußwort zum Dokumentenstreit“ in Nr. 17 von 1948 eine Auseinandersetzung geführt, zu fachlichen und ideologischen Aspekten sowie mit teils persönlichen Angriffen gegen die Herausgeber. Jürgen Peter ist der Auffassung, dass die Debatte in der GUZ „partiell einer Fortsetzung des Rechtsstreites“ ist, dessen „Einwände gegen bestimmte Textstellen [...] in der Dokumentenbroschüre nicht ganz ungerechtfertigt“ sind. Die Absicht einer generellen Ablehnung der Dokumentationen sei ein Mythos.
Einige Monate später, am 16. und 17. Oktober 1948, tagte der 51. Deutsche Ärztetag, der mit seinem Beschluss die Publikation beauftragte, und zwar als Abschlussbericht der Mitglieder der deutschen Ärztekommission aus sechs Personen, darunter Alexander Mitscherlich (Leitung, noch ohne Professur) und Fred Mielke (Medizinstudent), die von der Arbeitsgemeinschaft der Westdeutschen Ärztekammern zum I. Amerikanischen Militärsgerichtshof in Nürnberg entsandt worden waren. Für die Ausgabe von 1949 lautete der Titel Wissenschaft ohne Menschlichkeit. Medizinische und Eugenische Irrwege unter Diktatur, Bürokratie und Krieg. Es handelt sich um eine erweiterte Dokumentation gegenüber der Ausgabe von 1947.
Im Abschnitt »Von der Absicht dieser Chronik« der Ausgabe von 1960 geht Mitscherlich dem „bisherigen seltsamen Schicksal“ des Buches und seiner Vorgängerbroschüre nach und stellt fest, dass die Wirkung der Ausgabe von 1949 völlig ausgeblieben sei, obwohl 10.000 Exemplare an die Arbeitsgemeinschaft der Westdeutschen Ärztekammern gegangen seien, zur Verteilung an die Ärzteschaft. 1960 resümiert Mitscherlich die Wirkung folgendermaßen: „Nahezu nirgends wurde das Buch bekannt, keine Rezensionen, keine Zuschriften aus dem Leserkreis; unter den Menschen, mit denen wir in den nächsten zehn Jahren zusammentrafen, keiner, der das Buch kannte. Es war und blieb ein Rätsel – als ob das Buch nie erschienen wäre.“ Der Weltärztebund nutzte das Buch als Beweis für die Distanzierung von den Verbrechen, so dass die deutsche Ärzteschaft wieder als Mitglied aufgenommen wurde. Mitscherlich-Nielsen zitiert in ihrem Beitrag von 1999 aus den Ärztlichen Mitteilungen von 1950, wo H. Neuffer im Artikel zum Weltärztebund meinte, dass jetzt ein „endgültiger Schlußstrich unter die Vergangenheit der letzten Jahre“ gezogen werden könne.
Für den 1977er Nachdruck der ersten Taschenbuchausgabe von 1960 verfasste Mitscherlich ein neues Vorwort. Bei der jüngsten Ausgabe handelt es sich um die 18. Auflage von 2012.

## Streitpunkte der Auseinandersetzung 1947/1948
Um Das Diktat der Menschenverachtung wurde in der Göttinger Universitätszeitung ein Streit ausgetragen. Jürgen Peter fasst es so zusammen: Eröffnet wurde die Kontroverse durch den Göttinger Physiologen Friedrich Hermann Rein mit seiner Rezension des Bandes unter dem Aspekt der (Nicht-)Verschuldung der Wissenschaft. Nach Mitscherlichs erster Entgegnung äußerten sich auch der Berliner Pharmakologieprofessor Wolfgang Heubner, der der nationalsozialistischen Rechtspraxis recht unkritisch gegenüberstand, und der Berliner Chirurg Ferdinand Sauerbruch. Es wurde die Forderung erhoben, dass die Medizin gegenüber der Wahrung der „reinen“ Wissenschaft einer neuen ethischen Fundierung bedürfe. Die Auseinandersetzung entwickelte sich zu einem Dokumentenstreit in der Hinsicht, dass es vor allem um die authentische Wiedergabe der Vorgänge ging, die im Band Das Diktat der Menschenverachtung geschildert werden.
In seiner ersten Entgegnung auf Mitscherlich benennt F. H. Rein im August 1947 in der GUZ einen weiteren Streitpunkt, die Ehre deutscher Vertreter eines Berufsstandes: „Es bleibt eine Gewissensfrage für Dr. Mitscherlich, ob der die auf S. 42 seiner Broschüre getane Äußerung beibehalten will, durch welche er dieser den Charakter einer Dokumentation genommen hat. Hierum geht es, und nicht ›um die Ehre deutscher Wissenschaftler‹, sie ist unantastbar.“ Rein könnte demnach die folgende Stelle gemeint haben: „Keiner der Teilnehmer der Tagung, unter ihnen namhafteste Vertreter der Wissenschaft, hat über die Versuchsanordnung weitere Aufklärung verlangt, oder gegen sie Protest erhoben.“

## Ausgaben

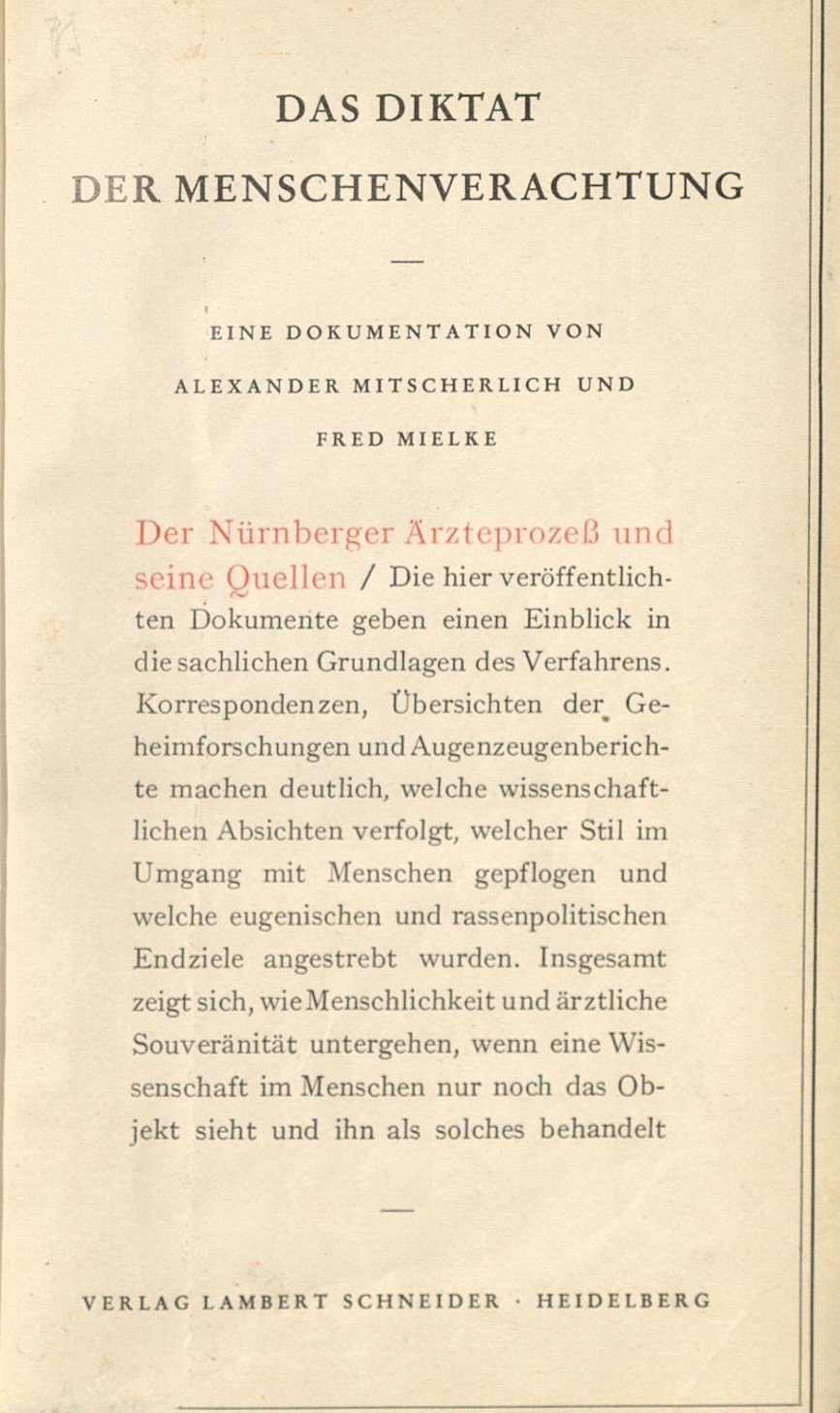
Das Diktat der Menschenverachtung (1947)

- 1947 Das Diktat der Menschenverachtung. Eine Dokumentation von Alexander Mitscherlich und Fred Mielke. ( Der Nürnberger Ärzteprozeß und seine Quellen[17]), 175 Seiten, Lambert Schneider, Heidelberg, März 1947. Erstes bis fünfundzwanzigstes Tausend. (Zwischenbericht[3]). Vor dem Titelblatt befindet sich in manchen Exemplaren eine Seite, die mit „An den Leser“ überschrieben und fast ganz mit Text gefüllt ist. Der Text schließt mit: „Die Herausgeber, denen es fern liegt, sich über einen einzigen dieser Männer selbstgerecht zu erheben, wollen niemanden in den Augen seiner Mitmenschen anklägerisch belasten, denn die Jahre des Unheils haben uns alle genug in Schuld verstrickt und es geht nunmehr darum eine Brücke zur tieferen Einsicht zu finden. Nicht Anklage, sondern Klärung, nicht Verfemung, sondern Eröffnung eines gemeinsamen Weges in die Zukunft, in der uns bei aller Not wenigstens die Selbsterniedrigung erspart bleiben möge, ist deshalb die Absicht dieser Chronik“. Diese Seite ist auf das Vortitelblatt geklebt, auf dem folgende Information in Großbuchstaben steht: „Aus der deutschen Ärztekommission beim Amerikanischen Militärgericht I in Nürnberg. (Leiter Priv.-Doz. Dr. Alexander Mitscherlich). Eine Dokumentation vom Prozess gegen 23 SS-Ärzte und deutsche Wissenschaftler“. Dem Titelblatt folgt zunächst das Inhaltsverzeichnis und dann eine Seite, auf dem unten rechts ein Motto steht: „»... dann daß die meiste Menschen verdampt werden, ist die Ursach, daß sie nicht gewußt haben, was sie gewesen und was sie werden können oder werden müssen.« Grimmelshausen, Simplicius Simplicissimus 1669“, dann folgt ein ungezeichnetes Vorwort von drei Seiten und eine Einleitung von dreieinhalb Seiten. Es folgen die Kapitel I–V sowie ab Seite 163 ein Nachwort von fast 11 Seiten Umfang. Diese Ausgabe hat auf S. 174–175 ein Personen-Verzeichnis, das in der Ausgabe von 1949 fehlt.
- 1949 Alexander Mitscherlich und Fred Mielke (Hrsg.), Wissenschaft ohne Menschlichkeit. Medizinische und Eugenische Irrwege unter Diktatur, Bürokratie und Krieg. Mit einem Vorwort der Arbeitsgemeinschaft der Westdeutschen Ärztekammern. Lambert Schneider, Heidelberg 1949 (Abschlussbericht[3]). Auf Seite iv steht: „Die Herausgabe dieses Abschlußberichtes der von der Arbeitsgemeinschaft der Westdeutschen Ärztekammern entsandten Deutschen Ärztekommission beim I. Amerikanischen Militärgerichtshof, Nürnberg, erfolgte im Auftrage und entsprechend dem Beschluß des 51. Deutschen Ärztetages am 16. und 17. Oktober 1948 in Stuttgart.“ und ferner, auf derselben Seite: „Die erste Auflage in Höhe von 10.000 Exemplaren ist lediglich für die Westdeutschen Ärztekammern bestimmt.“ Auf den folgenden vier Seiten (v-viii) steht ein Vorwort der Arbeitsgemeinschaft der Westdeutschen Ärztekammern, das gezeichnet ist mit „Bad Nauheim März 1949“. Das Personenverzeichnis der Ausgabe von 1947 ist in dieser Ausgabe nicht enthalten.
- 1960 Alexander Mitscherlich und Fred Mielke (Hrsg.), Medizin ohne Menschlichkeit. Dokumente des Nürnberger Ärzteprozesses; Neuauflage von Wissenschaft ohne Menschlichkeit im Fischer Taschenbuchverlag, Frankfurt 1960, ISBN 3-596-22003-3; jüngste Ausgabe: 18. Auflage, Fischer Taschenbuchverlag, Frankfurt am Main 2012, ISBN 978-3-596-22003-8

Englische Übersetzung der Ausgabe von 1947
- Alexander Mitscherlich and Fred Mielke (Eds.), Doctors of infamy. The story of the Nazi medical crimes, xxxix, 172 pages, Henry Schuman, New York 1949, Archive

Englische Ausgabe 1962
- The death doctors, by A. Mitscherlich and F. Mielke. Translated from the German by James Cleugh, 367 p., Elek Books, London [1962] (Worldcat-Zusatzvermerk: Translation of Medizin ohne Menschlichkeit, first published in 1948 [sic] under title: Wissenschaft ohne Menschlichkeit)

## Medizin-relevante Beiträge in der Göttinger Universitätszeitung 1947/1948
- „Schlußwort zum Dokumentenstreit“, in: Göttinger Universitätszeitung, Nr. 17 (1948), S. 12. (Darin werden durch die Redaktion Auszüge aus dem Schreiben von Sauerbruch und Heubner vom 3. Mai 1948 und aus der Antwort von Mitscherlich vom 15. Juni 1948 wiedergegeben.)
- Alexander Mitscherlich (Heidelberg), „Protest oder Einsicht? – Antwort Mitscherlichs an die Professoren Heubner und Sauerbruch“, in: Göttinger Universitätszeitung, Nr. 10 (1948), S. 6 (Mitscherlich wehrt sich gegen den persönlichen Angriff gegen ihn und Mielke durch Wolfgang Heubner und widerlegt dessen zwei vorgetragenen Punkte.[6])
- Wolfgang Heubner / Ferdinand Sauerbruch, „Protest von Heubner und Sauerbruch“, in: Göttinger Universitätszeitung, Nr. 3 (1948), S. 6–7.
- Werner Heisenberg, „Die Sorge um die Naturwissenschaft“, in: Göttinger Universitätszeitung, Nr. 3 (1948), S. 7.
- Th.-Otto Lindenschmidt (Hamburg): „Unantastbares Leben. Euthanasie als ethisches Problem“, in: Göttinger Universitätszeitung Nr. 17/18, 15. August 1947, S. 9–10.
- Der Dokumentenstreit, in: Göttinger Universitätszeitung, Nr. 17/18, 15. August 1947, S. 6–8; „Mitscherlich antwortet“
  - Teil 1: Alexander Mitscherlich: „Unmenschliche Wissenschaft“, S. 6–7; „Professor Rein sieht die Verirrung mancher Ärzte in der jüngsten Vergangenheit nur durch ihre persönliche pathologische seelische Struktur bedingt. Ich leugne diese für manche Fälle nicht, aber ich frage, wieso es ihnen möglich war, diese persönliche Abartigkeit innerhalb der Forschung auszuleben. Darüber hinaus stelle ich aber fest, dass es keineswegs nur Psychopathen im landäufigen Sinne waren, die auf Irrwege gerieten. Es waren vielmehr höchst durchschnittliche Charaktere, die in den Sog verhängnisvoller Politik, aber ebenso auch der Wissenschaft selbst gerieten. [...] Ich kann es [...] nicht als faire Taktik empfinden, daß dieser schärfste Angriff gegen meine Person ausgesprochen wird, ohne daß Professor Rein den Lesern die Beweisunterlagen nennt. Würde ich mich jetzt mit seiner Beschuldigung auseinandersetzen, müsste ich ratend die Namen von Forschern nennen, die er verschweigt.“ (Mitscherlich, S. 6)
  - Teil 2: F. H. Rein: „Rein: Vorbeigeredet“, S. 7–8. „Zur Beantwortung der Frage, ob die Wissenschaft schon ihrem Wesen nach Ursache von Unmenschlichkeiten werden könne, hatte ich Dr. Mitscherlichs Broschüre herangezogen. [...] Meine Darlegungen, daß jene Untaten des Nürnberger Prozesses nichts mit irgendeiner Verwerflichkeit des Wesens der Wissenschaft zu tun haben, werden durch seine Ausführungen and keiner Stelle entkräftet. Dr. Mitscherlichs Anliegen ist ein völlig anderes als meines. Darum hat er »vorbeigeredet«.“ (Anfang und Ende des Schlussabsatzes)
- Friedrich Hermann Rein (Göttingen): „Wissenschaft und Unmenschlichkeit. Bemerkungen zu drei charakteristischen Veröffentlichungen“, in: Göttinger Universitätszeitung, No. 14, 20. Juni 1947, S. 3–5. „Es ist ungewöhnlich, dass, noch während das Verfahren zur Ermittlung der Schuld schwebt, von den Herausgebern gewisse Stellungnahmen gewagt werden dürfen. [...] Ob es aber richtig ist, einer breiteren Laienöffentlichkeit diese Medizinverbrechen im einzelnen vorzulegen, bezweifele ich [...] Eines aber ist in diesem Buch nahezu unverantwortlich: daß der Herausgeber der Dokumente in Zusatzbemerkungen einige hervorragende Wissenschaftler, die der Welt durch ihre völlige Untadeligkeit und gerade durch ihre hohe Menschlichkeit bekannt sind, in den furchtbaren Verdacht der Billigung oder gar der Anregung dieser Verbrechen bringt.“ (Rein, S. 4)
- Rudolf Schoen (Göttingen): „Der deutsche Ärztestand. Zurück zu früherem Ansehen und Ausbildungsniveau!“, in: Göttinger Universitätszeitung, Nr. 10, 25. April 1947, S. 9–11.